# Confederate Motorcycles
Confederate Motorcycles, ou Confederate Motors, est un fabricant américain de motos basé à Birmingham, en Alabama,.

## Historique
Confederate a été fondée en 1991 par Matt Chambers, ancien avocat qui a vendu son cabinet afin de se consacrer à sa passion pour les motos.